# San Venanzo
San Venanzo is een gemeente in de Italiaanse provincie Terni (regio Umbrië) en telt 2324 inwoners (31-12-2004). De oppervlakte bedraagt 168,8 km², de bevolkingsdichtheid is 14 inwoners per km².
Binnen de gemeente ligt de frazione Pornello.

## Demografie
San Venanzo telt ongeveer 898 huishoudens. Het aantal inwoners daalde in de periode 1991-2001 met 1,3% volgens cijfers uit de tienjaarlijkse volkstellingen van ISTAT.
| Jaar | Inwoneraantal |
| ---- | ------------- |
| 1991 | 2325          |
| 2001 | 2295          |

## Geografie
De gemeente ligt op ongeveer 465 m boven zeeniveau.
San Venanzo grenst aan de volgende gemeenten: Ficulle, Fratta Todina (PG), Marsciano (PG), Monte Castello di Vibio (PG), Montegabbione, Orvieto, Parrano, Piegaro (PG), Todi (PG).
Acquasparta · Allerona · Alviano · Amelia · Arrone · Attigliano · Avigliano Umbro · Baschi · Calvi dell'Umbria · Castel Giorgio · Castel Viscardo · Fabro · Ferentillo · Ficulle · Giove · Guardea · Lugnano in Teverina · Montecastrilli · Montecchio · Montefranco · Montegabbione · Monteleone d'Orvieto · Narni · Orvieto · Otricoli · Parrano · Penna in Teverina · Polino · Porano · San Gemini · San Venanzo · Stroncone · Terni
1. ↑  https://demo.istat.it/?l=it.